# Saison 2 des Sorciers de Waverly Place
Chronologie
Saison 1 des Sorciers de Waverly Place Saison 3 des Sorciers de Waverly Place
Cet article présente le guide des épisodes de la deuxième saison de la série télévisée Les Sorciers de Waverly Place.

## Épisode 1:Le Super Quiz
- Titre original :  Smarty Pants
- Numéros :  22 (2-01) / Prod° : 201
- Scénaristes : Tood J. Greenwald
- Réalisateur : Victor Gonzalez
- Diffusions : 
  -  États-Unis : 12 septembre 2008
  -  France : 21 janvier 2009
- Audience :
- Invité(es) :
- Résumé : Alex désire préparer le super quiz. Mais quand elle cause un accident ce qui contraint l'une des joueuses à abandonner, elle est donc obligée de participer au super quiz. Pour donner l'avantage à son équipe, elle porte le Fute futé qui donne au porteur des connaissances. Toutefois lors du quiz, elle répond à toutes les questions, ce qui pourrait gâcher son amitié avec Harper car cette dernière comptait sur ce quiz pour avoir une nouvelle réputation de génie.

## Épisode 2:Quand on parle du loup garou
- Titre original :  Beware Wolf
- Numéros :  23 (2-02) / Prod° : 202
- Scénaristes : Vince Cheung & Ben Montanio
- Réalisateur : Victor Gonzalez
- Diffusions : 
  -  États-Unis : 21 septembre 2008
  -  France : 28 janvier 2009
- Audience : 4,0 millions
- Invité(es) :
- Résumé : Justin rencontre une nouvelle fille à travers le site de rencontre des sorciers MagiFace. Alex a des doutes sur son identité. Ces doutes se révèlent justes car au cours de leur rendez-vous, Justin découvre qu'Isabelle est en réalité un loup-garou. Suite par mégarde Justin deviendra lui aussi un loup-garou et en pleine nuit s'enfuira...

## Épisode 3:Le Journal intime d'Alex
- Titre original :  Graphic Novel
- Numéros :  24 (2-03) / Prod° : 203
- Scénaristes : Gigi McCreery & Perry Rein
- Réalisateur : Mark Cendrowski
- Diffusions : 
  -  États-Unis : 5 octobre 2008
  -  France : 4 février 2009
- Audience : 3,9 millions
- Invité(es) :
- Résumé : Gigi, la pire ennemie d'Alex réussit à voler le journal intime de cette dernière. Mais ce journal se révèle être magique donc en l'ouvrant Gigi se retrouve coincée à l'intérieur. Pour l'en libérer, Justin, Max et Alex vont l'y rejoindre et ses trois derniers vont tout faire pour que Gigi ne découvre pas qu'ils sont tous les trois des sorciers...

## Épisode 4:La Course
- Titre original :  Racing
- Numéros :  25 (2-04) / Prod° : 204
- Scénaristes : Justine Bateman
- Réalisateur : Victor Gonzalez
- Diffusions : 
  -  États-Unis : 12 octobre 2008
  -  France : 11 février 2009
- Audience : 4,3 millions
- Invité(es) :
- Résumé : Alex tombe amoureuse d'un garçon nommé Dean. Pour obtenir son attention, elle lui propose de réparer une vieille voiture de son père. Mais au moment où elle veut parler, toute la famille débarque et s'est met à lui parler. Quand il finit la réparation de la voiture, il participe à une course et durant cette course qu'Alex lui avoue son amour et inversement...

## Épisode 5:Maximan
- Titre original :  Alex's Brother, Maximan
- Numéros :  26 (2-05) / Prod° : 205
- Scénaristes : Matt Goldman
- Réalisateur : Victor Gonzalez
- Diffusions : 
  -  États-Unis : 19 octobre 2008
  -  France : 18 février 2009
- Audience :
- Invité(es) :
- Résumé : Alex va à son premier rendez-vous amoureux avec Dean à la patinoire. Mais pendant ce temps Jerry dit à Max qu'un voleur vole les magasins du coin. Du coup, pour l'arrêter, Max met un costume. Justin ayant peur qu'il se mette en danger, va chercher Alex à la patinoire, Alex laisse tomber Dean avec beaucoup de réticence et c'est en aidant Max qu'ils découvrent qui se cache derrière le masque du voleur...

## Épisode 6:Magitech en péril - Partie 1
- Titre original :  Saving WizTech - Part 1
- Numéros :  27 (2-06) / Prod° : 208
- Scénaristes : Peter Murrieta
- Réalisateur : Bob Berlinger
- Diffusions : 
  -  États-Unis : 26 octobre 2008
  -  France : 25 février 2009
- Audience : 4,5 millions
- Invité(es) :
- Résumé : Magitech est contraint de fermer, un sortilège a submergé l'école de balles en plastique. Cette matière est imperméable à toute magie. Les Russo se voient donc obligés d'accueillir quelques élèves de l'école. Parmi eux se trouve Ronald Longcape Jr. Il piège Dean dans de la gélatine, prend son aspect pour rompre la relation de Dean et d'Alex, puis tente de la séduire. Pendant ce temps, Justin trouve une solution pour débarrasser l'école de ces balles en plastique...

## Épisode 7:Magitech en péril - Partie 2
- Titre original :  Saving WizTech - Part 2
- Numéros :  28 (2-07) / Prod° : 209
- Scénaristes : Peter Murrieta
- Réalisateur : Bob Berlinger
- Diffusions : 
  -  États-Unis : 26 octobre 2008
  -  France : 25 février 2009
- Audience : 4,9 millions
- Invité(es) :
- Résumé : Ronald réussit à convaincre Alex de s’inscrire à Magitech. Mais elle va se rendre compte que Ronald l'a piégé et qu'il a enlevé Dean. Alex va tout faire pour arrêter Ronald et son père maléfique en s'alliant avec Justin...

## Épisode 8:La Révélation
- Titre original :  Harper Knows (A Wizard Outing)
- Numéros :  29 (2-08) / Prod° : 206
- Scénaristes : Gigi McCreery & Perry Rain
- Réalisateur : Victor Gonzalez
- Diffusions : 
  -  États-Unis : 23 novembre 2008
- Audience : 4,6 millions
- Invité(es) :
- Résumé :

C'est le jour de l'anniversaire de Harper et elle compte le fêter lors d'une Popvention, avec Alex. Celle-ci refuse d'abord d'y aller, mais elle doit finalement y patrouiller avec ses frères, dans le cadre de leur formation de sorciers. Les deux filles s'y croisent finalement : Harper est confrontée de trop près à la magie, et Alex se sent obligée de lui annoncer qu'elle et ses frères sont des sorciers.

## Épisode 9:Souvenir d'enfance
- Titre original :  Taxi Dance
- Numéros :  30 (2-09) / Prod° : 207
- Scénariste : Peter Murrieta
- Réalisateur : Mark Cendrowski
- Diffusions : 
  -  États-Unis : 7 décembre 2008
- Audience :
- Invité(es) :
- Résumé : voulant sortir en famille, la mère d'Alex appelle le taxi dans lequel Alex est née. Malheureusement, ils apprennent que celui-ci ne roule plus et va aller à la casse. Voyant toute sa famille triste à cette idée, Alex redonne vie au taxi, qui pour la remercier décide de la suivre partout...

## Épisode 10:Bébé Cupidon
- Titre original :  Baby Cupid
- Numéros :  31 (2-10) / Prod° : 210
- Scénaristes : Vince Cheung et Ben Montanio
- Réalisateur : Bob Berlinger
- Diffusions : 
  -  États-Unis : 14 décembre 2008
- Audience : 4,1 millions
- Invité(es) :
- Résumé : C'est l'anniversaire de mariage de Jerry et Theresa mais la fête est gâchée lorsque quelqu'un utilise la magie. Pour arranger cela, Alex fait appel à un cupidon, mais celui-ci est un bébé et il enverra une flèche sur Justin qui tombera éperdument amoureux de Harper...

## Épisode 11:Le Plan B du futur
- Titre original :  Make It Happen (Plan B)
- Numéros :  32 (2-11) / Prod° : 211
- Scénaristes : Justine Varava
- Réalisateur : Bob Koherr
- Diffusions : 
  -  États-Unis :  1er janvier 2009
- Audience :
- Invité(es) :
- Résumé : Les enfants Russo doivent choisir un plan B pour leur futur. Max choisit de devenir magicien et Alex et Justin décident de former un groupe de rock. Un concert au Sub Station semble avoir beaucoup de succès mais seulement parce que Max a utilisé la magie pour en créer l'illusion. Les trois enfants Russo décident d'aider leur père à réaliser son rêve de jeunesse...

## Épisode 12:Conte de fées
- Titre original :  Fairy Tale
- Numéros :  33 (2-12) / Prod° : 213
- Scénariste : Gigi McCreery et Perry Rein
- Réalisateur : Bob Koherr
- Diffusions : 
  -  États-Unis : 25 janvier 2009
- Audience :
- Invité(es) :
- Résumé : M. Laritate charge Justin de mettre en scène la pièce de théâtre du lycée sur Peter Pan. Pour échapper à une punition, Alex décide d'être la doublure de la fée Clochette et fait choisir Harper pour jouer le rôle. Celle-ci se casse la jambe. Alex tente en vain de se faire remplacer par une vraie fée. La représentation est un désastre...

## Épisode 13:La Robe enchantée
- Titre original :  Fashion Week
- Numéros :  34 (2-13) / Prod° : 215
- Scénaristes : Todd J. Greenwald
- Réalisateur : Victor Gonzalez
- Diffusions : 
  -  États-Unis : 15 février 2009
- Audience :
- Invité(es) : Cindy Crawford
- Résumé : Harper est engagée auprès d'un styliste très connu. Elle confie une robe à Alex et celle-ci provoque des catastrophes.

## Épisode 14:La Main secourable
- Titre original :  Helping Hand
- Numéros :  35 (2-14) / Prod° : 217
- Scénaristes : Jay Baxter & Shaun Zaken
- Réalisateur : Bob Koherr
- Diffusions : 
  -  États-Unis : 16 février 2009
- Audience : 4,5 millions
- Invité(es) :
- Résumé : Afin de recevoir un diplôme de magie officielle, Justin invente une main secourable pour aider les sorciers dans les tâches quotidiennes. Mais Alex va trouver la main et va s'en servir pour faire toutes ses tâches ménagères. Lors de la présentation, Justin veut présenter la main mais celle-ci ne sort pas de la boîte tellement elle est épuisée...

## Épisode 15:La Prof d'art plastique
- Titre original :  Art Teacher
- Numéros :  36 (2-15) / Prod° : 214
- Scénaristes : Tood J. Greenwald
- Réalisateur : Victor Gonzalez
- Diffusions : 
  -  États-Unis : 1er mars 2009
- Audience : 4,1 millions
- Invité(es) : Dwayne Jonhson
- Résumé : Alex adore l'art plastique, et après les cours, la professeur d'art plastique vient la voir chez elle pour lui dire que quelqu'un lui a jeté un sort et qu'en réalité elle a le même âge qu'elle. Alex va la retransformer mais il n'y aura donc plus de professeur d'art plastique, la matière préférée d'Alex...

## Épisode 16:Voyage dans le temps
- Titre original :  Future Harper
- Numéros :  37 (2-16) / Prod° : 212
- Scénaristes : Matt Goldman et Peter Murrieta
- Réalisateur : Bob Koherr
- Diffusions : 
  -  États-Unis : 15 mars 2009
- Audience : 4,1 millions
- Invité(es) :
- Résumé : Une série de livres à succès décrit des évènements vécus par les enfants Russo. Ils retrouvent la romancière, une adulte qui avoue être Harper, revenue du futur.

## Épisode 17:Alex fait le bien
- Titre original :  Alex Does Good
- Numéros :  38 (2-17) / Prod° : 219
- Scénaristes : Vince Cheung et Ben Montanio
- Réalisateur : Guy Distad
- Diffusions : 
  -  États-Unis : 5 avril 2009
- Audience : 2,7 millions
- Invité(es) :
- Résumé : Alex décide de faire le bien en s'inscrivant dans un club où les gens font le bien, mais elle va très vite découvrir que ces personnes sont là pour faire un concours de celui qui gagnera la place de rubans qui atteste de leur bienveillance... Pendant ce temps, Justin chaperonne Max à son premier rendez-vous, ce dernier fait semblant de ne pas connaître Justin devant sa petite amie...

## Épisode 18:La Fugue enchantée
- Titre original :  Hugh's Not Normous
- Numéros :  39 (2-18) / Prod° : 216
- Scénaristes : Justin Varava
- Réalisateur : Ken Ceizler
- Diffusions : 
  -  États-Unis : 12 avril 2009
- Audience :
- Invité(es) :
- Résumé : Un des amis des Russo découvre qu'il a été adopté, après cela il va décider de s'enfuir de chez lui... Alex va l'aider à sa façon, à retrouver la raison et la paix...

## Épisode 19:Risque d'orage sur Waverly Place
- Titre original :  Don't Rain on Justin's Parade - Earth
- Numéros :  40 (2-19) / Prod° : 227
- Scénariste : Richard Goodman
- Réalisateur : Bon Koherr
- Diffusions : 
  -  États-Unis : 19 avril 2009
- Audience :
- Invité(es) :
- Résumé : À l'école c'est la journée des carrières et tous les élèves doivent choisir un parrain. Max a choisi un policier chanteur, Alex, qui voulait sécher cette journée s'est retrouvée parrainée par Mr Laritate et réussit à résoudre certaines enquêtes en cours sur les délits commis au sein de l'établissement. Quant à Justin, lui, a voulu être parrainé par Baxter Knight un présentateur météo farfelu. Le voyant sur le point de se faire renvoyer de la télé, il a décidé de l'aider avec le recours de la magie afin que toutes les prévisions météo soient correctes. Il n'avait pas pensé que Mr Knight prendrait la grosse tête et prévoirait un météo de plus en plus bizarre. De plus, Justin reçoit la visite de Dame Nature qui est mécontente de la perturbation de l'équilibre météorologique et elle décide de lui faire comprendre les choses à sa façon ce qui va vite faire déchanter Justin.

## Épisode 20:Jeu en famille
- Titre original :  Family Game Night
- Numéros :  41 (2-20) / Prod° : 218
- Scénaristes : Gigi McCreery et Perry Rein
- Réalisateur : Bob Koherr
- Diffusions :  
  -  États-Unis : 26 avril 2009
- Audience :
- Invité(es) :
- Résumé : Les Russo vont jouer à un jeu de société. Des disputes spectaculaires sont inévitables. Justin utilise ces circonstances pour pousser une fille collante à rompre avec lui. Un sortilège permet à Alex et Harper d'échanger leurs corps mais Alex ne parvient pas à le dénouer. Alex se retrouve avec deux cerveaux, le sien et celui d'Harper...

## Épisode 21:Sans parole
- Titre original :  Justin's New Girlfriend
- Numéros :  42 (2-21) / Prod° : 221
- Scénariste : Richard Goodman
- Réalisateur : Victor Gonzalez
- Diffusions : 
  -  États-Unis : 2 mai 2009
- Audience :
- Invité(es) :
- Résumé : Jerry et Theresa décident d'échanger leur travail car chacun disait que le travail de l'autre était beaucoup plus facile que le sien... Pendant ce temps, Justin, Alex et Harper se retrouvent projetés dans un film en noir et blanc et un film muet, ce qui déplaît à Alex qui se sent mise de côté...

## Épisode 22:Prof, ma prof
- Titre original :  My Tutor, Tutor
- Numéros :  43 (2-22) / Prod° : 226
- Scénaristes : Vince Cheung & Ben Montanio
- Réalisateur : David DeLuise
- Diffusions : 
  -  États-Unis : 29 mai 2009
- Audience :
- Invité(es) :
  - Résumé : Max se voit obligé d'avoir une nouvelle professeur en sorcellerie nommée Prof car il a trop de mal en magie... Mais Justin et Alex vont tous les deux s'attacher à Prof, donc la veille de l'examen final de Max, Justin et Alex vont saboter son test pour qu'il échoue et pour que Prof reste encore un peu avec eux...

## Épisode 23:La Fresque
- Titre original :  Paint By Committee
- Numéros :  44 (2-23) / Prod° : 229
- Scénariste : Peter Dirksen
- Réalisateur : Bob Koherr
- Diffusions : 
  -  États-Unis : 26 juin 2009
- Audience : 6,0 millions
- Invité(es) :
- Résumé : Grâce à son talent et de Justin et de Harper, Alex se voit confier la tâche de peindre une fresque murale dans l'école. Mais tout le monde lui donne des idées farfelues... Pour faire plaisir à tout le monde, Alex utilise un sort pour que tout le monde voit ce qu'il veut...

## Épisode 24:Sorcier d'un jour
- Titre original :  Wizard For a Day
- Numéros :  45 (2-24) / Prod° : 230
- Scénaristes : Justin varava
- Réalisateur : Bob Koherr
- Diffusions : 
  -  États-Unis : 10 juillet 2009
- Audience :
- Invité(es) :
- Résumé : C'est l'anniversaire de Jerry, Alex va décider de lui offrir un chapeau qui lui rendra ses pouvoirs pour une seule journée. Grâce à ce chapeau, Alex va rouvrir une ancienne boutique de glace qu'adorait Jerry, mais cela va tourner au désastre quand les extraterrestres vont débarquer pour voler la glace...

## Épisode 25:La Vie de croisière des Russo
- Titre original :  Castaway To Another Show
- Numéros :  46 (2-25) / Prod° : 220
- Scénaristes : Peter Murrieta
- Réalisateur : Victor Gonzalez
- Diffusions : 
  -  États-Unis : 17 juillet 2009
- Audience : 10,6 millions
- Invité(es) :Dylan Sprouse (Zack Martin), Cole Sprouse (Cody Martin), Brenda Song (London Tipton), Debby Ryan (Bailey Pickett), Phill Lewis (Mario Moseby) de La Vie de croisière de Zack et Cody.
- Résumé : Les Russo gagnent une croisière sur le SS Tipton mais seuls Justin, Alex et Max vont y aller mais Harper va embarquer clandestinement dans les bagages d'Alex...
- Remarques :  Cet épisode est la première partie du crossover La Vie de croisière ensorcelante d'Hannah Montana

## Épisode 26:Sensation
- Titre original :  Wizards vs. Vampires on Waverly Place
- Numéros :  47 (2-26) / Prod° : 223
- Scénariste : Peter Murrieta
- Réalisateur : Victor Gonzalez
- Diffusions : 
  -  États-Unis : 24 juillet 2009
- Audience : 5,0 millions
- Invité(es) : Bridgit Mendler
- Résumé : Une nouvelle sandwicherie s'installe en face de celle des Russo. Jerry et Theresa demandent à Justin d'y aller pour espionner. Il tombe éperdument amoureux de Juliette, la fille des propriétaires...

## Épisode 27:Vénération
- Titre original :  Wizards vs. Vampires: Tasty Bites
- Numéros :  48 (2-27) / Prod° : 224
- Scénariste : Justin Varava
- Réalisateur : Mark Cendrowski
- Diffusions : 
  -  États-Unis : 31 juillet 2009
- Audience : 4,8 millions
- Invité(es) : Bridgit Mendler
- Résumé : Alex découvre que les jeunes vampires influencent les humains pour qu'ils mangent mieux pour leur sucer leur sang. Elle va donc soupçonner Juliette de vouloir s'abreuver du sang de son frère car elle pousse Justin à mieux s'alimenter...

## Épisode 28:Séparation
- Titre original :  Wizards vs. Vampires: Dream Date
- Numéros :  49 (2-28) / Prod° : 225
- Scénaristes : Gigi McCreery et Perry Rein
- Réalisateur : Bob Koherr
- Diffusions : 
  -  États-Unis : 7 août 2009
- Audience : 5,0 millions
- Invité(es) : Bridgit Mendler
- Résumé : Alex s'ennuie de Dean qui a déménagé. Grâce à la magie elle va donc imaginer ses rêves avec Dean... Pendant ce temps, Juliette veut inviter Justin à partir en vacances avec elle, mais il va dire que son père ne veut pas, mais ça va se retourner contre lui car son père sera d'accord...

## Épisode 29:Résurrection
- Titre original :  Wizards & Vampires vs. Zombies
- Numéros :  50 (2-29) / Prod° : 228
- Scénaristes : Gigi McCreery et Perry Rein
- Réalisateur : Victor Gonzalez
- Diffusions : 
  -  États-Unis : 8 août 2009
- Audience :
- Invité(es) : Bridgit Mendler
- Résumé : Justin invite Juliette au bal mais stresse un peu car cette dernière a connu pas mal de bals et c'est lors de celui-ci qu'il veut lui demander de sortir avec lui... Max va faire la boulette d'inviter de vraies zombies lors du Bal...

## Épisode 30:Le Nouvel Examen
- Titre original :  Retest
- Numéros :  51 (2-30) / Prod° : 222
- Scénaristes : Tood J. Greenwald
- Réalisateur : Victor Gonzalez
- Diffusions : 
  -  États-Unis : 21 août 2009
- Audience : 3,9 millions
- Invité(es) :
- Résumé : Justin, Alex et Max vont découvrir qu'ils ont une tante du côté de leur père. Il ne la connaissent pas car leur tante en veut beaucoup à Jerry d'avoir donné ses pouvoirs à son frère plutôt qu'à elle... Les 3 Russo vont tout faire pour réunir les trois frères et sœurs...